# Рамит
Государственный природный заповедник «Рамит» (Ромит, тадж. Мамнӯъгоҳи  давлатии табии Ромит) — особо охраняемая природная территория Таджикистана. Общая площадь 16,2 тыс. га. Организован постановлением правительства Таджикской ССР в 1959 году на площади 161,39 квадратного километра (16 139 гектаров). В 1990 году из земель заповедника было изъято 100 гектаров для возрождения кишлаков Коху и Новаки Поён Орджоникидзеабадского района. Расположен в живописном Рамитском ущелье, недалеко от города Вахдат.
Территория заповедника располагается на высоте 1176—3195 м над уровнем моря, на южном склоне Гиссарского хребта, в верховьях реки Кафирниган. Заповедник имеет форму треугольника, образованного с западной стороны рекой Сардаи-Миёна, с восточной — рекой Сорво и с северной — каньонообразными ущельями рек Ушрут и Вашрут. Вершина треугольника ориентирована на юг и находится в месте слияния рек Сардаи-Миёна и Сорво, образующих реку Кафирниган. В Рамитском ущелье протекает река с одноимённым названием, где имеется речная рыба форель. В горной местности сохранилась богатая флора, где имеется несколько наименований целебных трав. Фауна заповедника богата горными козлами, дикими кабанами, а также др. видами животных и птиц. Одно из значительных достижений заповедника — создание искусственной популяции бухарского оленя, сохранение генофонда природных комплексов.

## Объект туризма и отдыха
Рамитское ущелье постановлением Правительства Республики Таджикистан объявлено зоной туризма, где есть множество объектов размещения, питания и предоставления медицинских услуг. Заповедник находится на расстоянии более 80 километров от города Душанбе, столицы Таджикистана. В Рамитском ущелье находятся оздоровительные санатории, детские лагеря отдыха, имеется горячий источник в местечке «Калтуч», где создан пансионат для лечения граждан. Проезд на территорию заповедника организовывается по согласованию с администрацией на заказном транспорте.